# Kason Martin
Kason Martin (Manvel, ...) è un giocatore di football americano statunitense, di ruolo quarterback.
Dopo aver giocato per due squadre universitarie è passato agli austriaci Tirol Raiders, coi quali ha disputato sia il campionato austriaco che il campionato semiprofessionistico ELF.